# ليزلي سكينر
ليزلي سكينر (بالإنجليزية: Leslie Alfred Skinner) هو مهندس أمريكي، ولد في 21 أبريل 1900 في سان فرانسيسكو في الولايات المتحدة، وتوفي في 2 نوفمبر 1978 في كليرواتر في الولايات المتحدة.